# Карань (Балаклавський район)
Флотське (до 1945 року — Карань, крим. Qaran) — віддалена частина міста Севастополя, розташована в Балаклавському районі.
Знаходиться на північному заході району, на 3 км на захід від Балаклави.
З 7 вересня 2023 року місцевість передано до складу Бахчисарайського району Автономної Республіки Крим, однак вона досі не має статусу окремого населеного пункту.

## Історія
Карань це історичне село, точний час появи якого невідомо. Імовірно, село виникло в XIV—XV століттях, під час існування в Криму князівства Феодоро і генуезьких колоній (капітанства Готія).
У 1475 році капітанство Готія і князівство Феодоро були завойовані Османською імперією і село було включено до Мангупського кадилика Кефінського санджаку.
Перші згадки про тодішню Карань датуються ще 1488 роком — а турецькими документами у селищі налічувалося 16 домогосподарств. За часів панування Османської імперії у XVI—XVIII століттях село поступово розросталося у розмірах, що відображено у кількох турецьких документах.
Дослідники говорять відразу про кілька версій походження назви. За однією з них, Карань — це ім'я монголо-тюркського роду, який свого часу осів на тій місцевості. За іншою, назва складається зі слова чорний — «кара» і грецького імені «Яни», співзвучного з Іваном.
Населяли село переважно уруми. Після першої анексії Криму Російською імперією наприкінці XVIII століття, урумів депортували в Приазов'я, але вони і там заснували нову Карань — на території нинішньої Донецької області. А на місце урумів царські чиновники переселили греків з Керчі.
У 1944 році вже радянська влада депортувала греків до Пермської області та Центральної Азії. На їх місце, у вересні 1944 року, стали прибувати переселенці з Воронезької області РРФСР, і з 1950 року та з Сумської області УРСР. У селі організували колгосп «Шлях до соціалізму».
Село Карань у 1945 році перейменували у Флотське, але багато місцевих жителів, та й севастопольці з балаклавцями, досі називають його Карань. До 2023 року село входило до Балаклавського району Севастополя, зараз у складі Бахчисарайського району АР Крим.
2014 року після окупації Криму РФ окупаційна влада почала вважати населений пункт як село.